# Florentin, Vidin
Florentin (în bulgară Флорентин) este un sat în comuna Novo Selo, regiunea Vidin,  Bulgaria. Localitatea a fost locuită compact de românii din Timocul bulgăresc.

## Demografie
Componența etnică a satului Florentin
     Romi (1,42%)
     Bulgari (95,17%)
     Nicio identificare (3,4%)
     Altele (0%)
La recensământul din 2011, populația satului Florentin era de 352 locuitori. Din punct de vedere etnic, majoritatea locuitorilor (95,17%) erau bulgari, cu o minoritate de romi (1,42%). Pentru 3,4% din locuitori nu este cunoscută apartenența etnică.